# Munizaga Peak
Il Munizaga Peak, (in lingua inglese: Picco Munizaga), è un picco roccioso antartico, alto 2.590 m, situato 6 km a est-sudest del Misery Peak, nel Roberts Massif dei Monti della Regina Maud, in Antartide. 
Il picco è stato mappato dall'United States Geological Survey (USGS) sulla base di rilevazioni e foto aeree scattate dalla U.S. Navy nel periodo 1960-64.
La denominazione è stata assegnata dall'Advisory Committee on Antarctic Names (US-ACAN) in onore del geologo cileno Fernando S. Munizaga, che aveva partecipato alla Ellsworth Land Survey, 1968–69, organizzata dall'United States Antarctic Research Program (USARP), e aveva accompagnato il gruppo geologico della Texas Tech University in un'ispezione al Roberts Massif nella stessa stagione.